# Catedral de San Eugenio de la Palma (Ciego de Ávila)
La Catedral de San Eugenio de la Palma o simplemente Catedral de Ciego de Ávila es el nombre que recibe un edificio religioso afiliado a la Iglesia Católica y que se encuentra ubicado en la Avenida Independencia junto al Parque José Martí de la ciudad de Ciego de Ávila en la isla caribeña de Cuba.
El primer templo construido en el lugar data de 1890, este edificio fue demolido en 1947 para dar a espacio a una iglesia mucho más grande. El proyecto fue encargado al arquitecto Salvador Figueras y fue inaugurado en 1951. En 1996 recibió el estatus de catedral. El elemento que más destaca de la iglesia es su fachada.
Sigue el rito romano o latino y es la sede de la diócesis de Ciego de Ávila (Dioecesis Caeci Abulensis) que fue creada en 1996 mediante la bula "Universale Ecclesiae" del papa Juan Pablo II.